# جماعة أحد أحد
جماعة أحدٌ أحد هي جماعة معارضة صغيرة تنشط خلال الحرب الأهلية السورية. وتتكون الجماعة من الأجانب وكذلك السوريين. أفيد أن زعيم الجماعة أمير البراء وعدد غير معروف من المقاتلين تركوا اللاذاقية وانضموا لاحقًا إلى تنظيم الدولة الإسلامية في عام 2016. في 15 نوفمبر 2019، البراء الشيشاني تم القبض عليه في أوكرانيا خلال عملية مشاركة بين خدمة أمن أوكرانيا ووكالة المخابرات المركزية ووزارة الداخلية الجورجية.